# Усть-Тунгужуль
Усть-Тунгужуль (хак. Тӱлгӱ чул пилтірі) — деревня в Ширинском районе Хакасии. Входит в состав Беренжакского сельсовета.

## География
Располагается на правом берегу реки Тунгужуль, вблизи впадения её в Белый Июс.

## История
Улус Усть-Тунгужуль основан в 1770 году. В 1911 г улус состоял из 20 хозяйств, входил в состав Абаканского инородческого управления Минусинского уезда Енисейской губернии. В 1926 году Усть-Тунгужуль, состоял из 5 хозяйств, в административном отношении являлся центром Тунгужульского сельсовета, Чебаковский райна Хакасский округа Сибирский края. Решением Красноярского крайисполкома № 466 от 19.07.1972 г. посёлок Усть-Тунгужуль исключен из административно-территориального учёта Беренжакского сельсовета.
Фактически деревня восстановлена в учёте в 2007 году.
По данным на 2018 год деревня состоит из 4 домов, 2 из которых используются под дачи и 2 заброшены.

## Население
В 1911 году в улусе проживало 148 человек (81 мужчина и 67 женщин), хакасы. В 1926 году него население уменьшилось и составило 38 чел. (18 мужчина и 20 женщин). В 1968 году в улусе проживало порядка 50 человек.
Несмотря на то, что деревня была официально исключена в 1972 году, до 2018 года в деревне продолжали проживать люди. В 2018 году из неё выехал последний житель.

## Достопримечательности
Недалеко от деревни расположены Ширинские столбы.